# Alcaim Biamir Alá
Maomé Alcaim Biamir Alá (em árabe: محمد القائم بأمر الله; romaniz.: Muhammad al-Qaim Bi-Amrillah) foi o segundo califa fatímida na Ifríquia, reinando entre 934 e 946. Ele é o décimo-segundo imame segundo a crença ismaelita fatímida.

## História
Alcaim nasceu em Salamia, na Síria, em 893, com o nome de Abderramão. Após seu pai Abedalá Almadi Bilá ter tomado o poder na Ifríquia, foi nomeador herdeiro do trono em 912 e ajudou a sufocar seguidas revoltas. Porém, suas campanhas no Egito fracassaram frente à resistência dos abássidas (em 914-915 e, novamente, em 919-921), com pesadas perdas.
Em 934, Alcaim sucedeu ao pai e se tornou o segundo califa fatímida. Depois de sua ascensão, ele nunca mais deixou a residência real em Mádia. Mesmo assim, o Califado Fatímida se tornou um poderoso estado na região do Mediterrâneo. Após a conquista da Sicília, as províncias bizantinas da Calábria e a costa da Itália e da França passaram a ser alvo frequentes de saques.
Porém, de 944 até 947, o califado caiu numa criso por conta da revolta de Abu Iázide, que uniu as tribos berberes de fé carijita da região das montes Orés (na Argélia oriental) e invadiu a Ifríquia. O imame Alcaim conseguiu repeli-los em Mádia com a ajuda da marinha por um ano e morreu antes que a revolta fosse debelada.
Alcaim foi sucedido por seu filho Ismail Almançor.